# Ovos Benedict

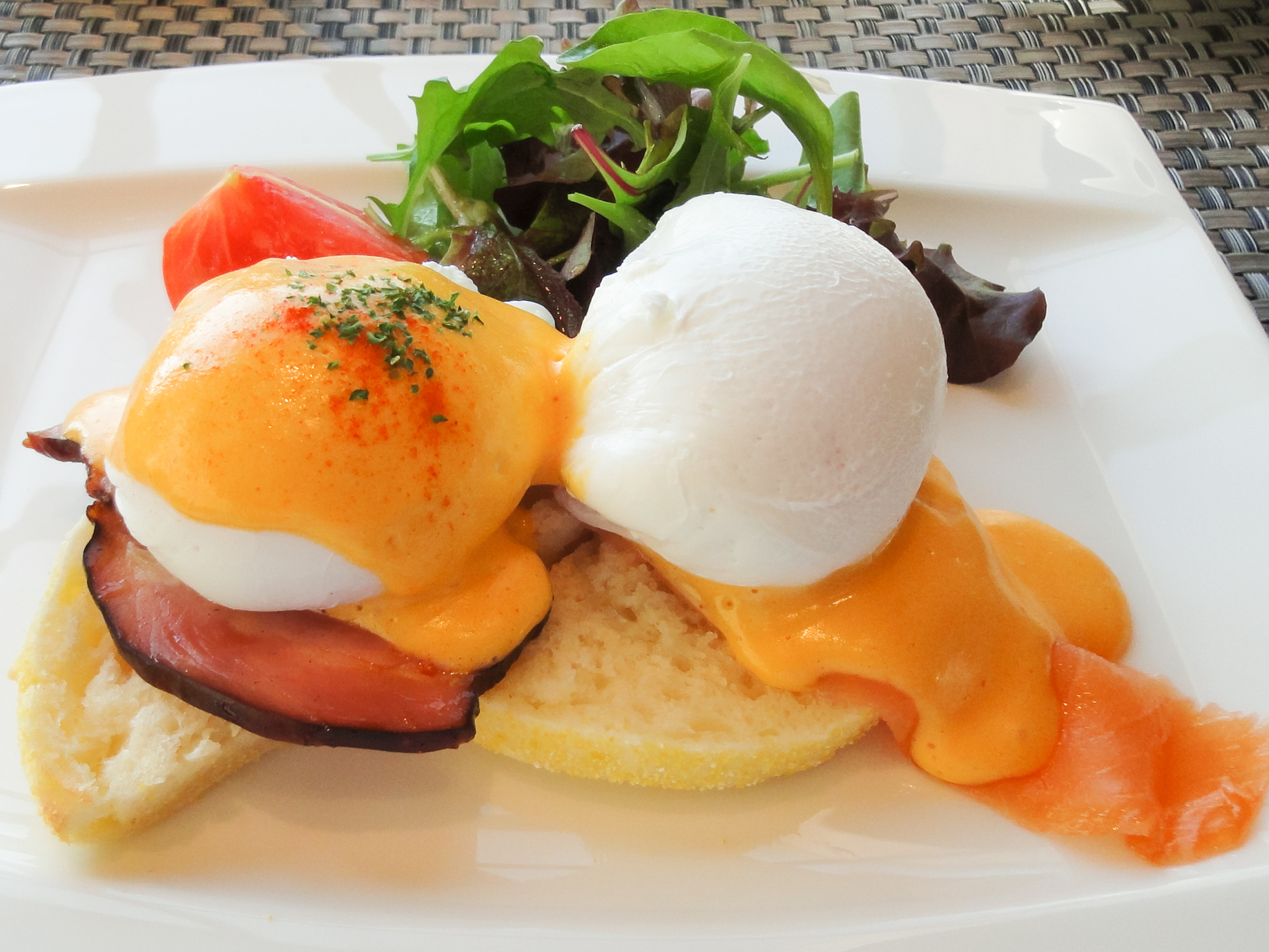
Ovos Benedict com salada

Ovos Benedict (Eggs Benedict em inglês) é um tradicional  prato da culinária muito usado pelos estadunidenses. Consiste em ovos escalfados, toucinho ou presunto e molho holandês, montados em uma fatia de pão.

## Ligações Externas
- «GNT: receita de ovos beneditinos com Rita Lobo»